# Župnija Mokronog
Župnija Mokronog je rimskokatoliška teritorialna župnija Dekanije Trebnje Škofije Novo mesto.
Do 7. aprila 2006, ko je bila ustanovljena Škofija Novo mesto, je bila župnija del Nadškofije Ljubljana.

## Sakralni objekti
| #  | Slika | Cerkev                        | Kraj                       |
| -- | ----- | ----------------------------- | -------------------------- |
| 1. |       | Cerkev sv. Egidija            | Mokronog                   |
| 2. |       | Cerkev sv. Florijana          | Mokronog                   |
| 3. |       | Cerkev sv. Jošta              | Gorenje Laknice            |
| 4. |       | Cerkev sv. Križa              | Beli Grič                  |
| 5. |       | Cerkev Marijinega vnebovzetja | Sveti Vrh                  |
| 6. |       | Cerkev sv. Martina            | Slepšek                    |
| 7. |       | Cerkev sv. Nikolaja           | Martinja vas pri Mokronogu |
| 8. |       | Cerkev sv. Roka               | Hrastovica                 |
| 9. |       | Cerkev Žalostne Matere Božje  | Mokronog                   |